# EPrix van Hongkong 2016
De ePrix van Hongkong 2016 werd gehouden op 9 oktober 2016 op het Hong Kong Central Harbourfront Circuit. Het was de eerste race van het seizoen en de eerste keer dat de ePrix van Hongkong werd verreden.
De race werd gewonnen door Sébastien Buemi voor het team Renault e.Dams. Lucas di Grassi werd tweede voor ABT Schaeffler Audi Sport en Mahindra Racing Formula E Team-coureur Nick Heidfeld maakte het podium compleet.

## Kwalificatie
Het tweede deel van de kwalificatie werd afgelast vanwege een ongeluk van Robin Frijns in de eerste kwalificatie, waardoor er geen tijd was om de beste vijf coureurs te laten strijden om de pole position. Voor deze posities werden de resultaten uit de eerste kwalificatie gebruikt.
| Pos                 | No | Coureur                | Team                           | Q1       | Grid |
| ------------------- | -- | ---------------------- | ------------------------------ | -------- | ---- |
| 1                   | 3  | Nelson Piquet jr.      | NextEV NIO                     | 1:03.099 | 1    |
| 2                   | 88 | Oliver Turvey          | NextEV NIO                     | 1:03.231 | 2    |
| 3                   | 37 | José María López       | DS Virgin Racing               | 1:03.251 | 3    |
| 4                   | 2  | Sam Bird               | DS Virgin Racing               | 1:03.258 | 4    |
| 5                   | 9  | Sébastien Buemi        | Renault e.Dams                 | 1:03.317 | 5    |
| 6                   | 19 | Felix Rosenqvist       | Mahindra Racing Formula E Team | 1:03.332 | 6    |
| 7                   | 66 | Daniel Abt             | ABT Schaeffler Audi Sport      | 1:03.615 | 7    |
| 8                   | 6  | Loïc Duval             | Faraday Future Dragon Racing   | 1:03.637 | 11   |
| 9                   | 25 | Jean-Éric Vergne       | Techeetah                      | 1:03.750 | 8    |
| 10                  | 8  | Nicolas Prost          | Renault e.Dams                 | 1:03.759 | 9    |
| 11                  | 23 | Nick Heidfeld          | Mahindra Racing Formula E Team | 1:03.848 | 10   |
| 12                  | 5  | Maro Engel             | Venturi Formula E Team         | 1:03.915 | 12   |
| 13                  | 28 | António Félix da Costa | MS Amlin Andretti              | 1:04.057 | 13   |
| 14                  | 47 | Adam Carroll           | Panasonic Jaguar Racing        | 1:04.428 | 17   |
| 15                  | 4  | Stéphane Sarrazin      | Venturi Formula E Team         | 1:04.520 | 14   |
| 16                  | 20 | Mitch Evans            | Panasonic Jaguar Racing        | 1:04.588 | 15   |
| 17                  | 33 | Ma Qing Hua            | Techeetah                      | 1:04.740 | 17   |
| 18                  | 7  | Jérôme d'Ambrosio      | Faraday Future Dragon Racing   | 1:05.166 | 18   |
| 19                  | 11 | Lucas di Grassi        | ABT Schaeffler Audi Sport      | 1:08.094 | 19   |
| 110% tijd: 1:09.409 |    |                        |                                |          |      |
| 20                  | 27 | Robin Frijns           | MS Amlin Andretti              | 1:10.407 | 20   |

## Race
| Pos | No | Coureur                | Team                           | Rondes | Tijd/Oorzaak uitval | Grid | Punten |
| --- | -- | ---------------------- | ------------------------------ | ------ | ------------------- | ---- | ------ |
| 1   | 9  | Sébastien Buemi        | Renault e.Dams                 | 45     | 53:13.298           | 5    | 25     |
| 2   | 11 | Lucas di Grassi        | ABT Schaeffler Audi Sport      | 45     | +2.477              | 19   | 18     |
| 3   | 23 | Nick Heidfeld          | Mahindra Racing Formula E Team | 45     | +5.522              | 10   | 15     |
| 4   | 8  | Nicolas Prost          | Renault e.Dams                 | 45     | +7.360              | 9    | 12     |
| 5   | 28 | António Félix da Costa | MS Amlin Andretti              | 45     | +17.987             | 13   | 10     |
| 6   | 27 | Robin Frijns           | MS Amlin Andretti              | 45     | +21.161             | 20   | 8      |
| 7   | 7  | Jérôme d'Ambrosio      | Faraday Future Dragon Racing   | 45     | +28.443             | 18   | 6      |
| 8   | 88 | Oliver Turvey          | NextEV NIO                     | 45     | +30.355             | 2    | 4      |
| 9   | 5  | Maro Engel             | Venturi Formula E Team         | 45     | +30.898             | 12   | 2      |
| 10  | 4  | Stéphane Sarrazin      | Venturi Formula E Team         | 45     | +31.734             | 14   | 1      |
| 11  | 3  | Nelson Piquet jr.      | NextEV NIO                     | 45     | +35.256             | 1    | 3      |
| 12  | 20 | Adam Carroll           | Panasonic Jaguar Racing        | 45     | +43.839             | 17   |        |
| 13  | 2  | Sam Bird               | DS Virgin Racing               | 45     | +48.058             | 4    |        |
| 14  | 6  | Loïc Duval             | Faraday Future Dragon Racing   | 43     | +2 ronden           | 11   |        |
| 15  | 19 | Felix Rosenqvist       | Mahindra Racing Formula E Team | 43     | +2 ronden           | 6    | 1      |
| DNF | 66 | Daniel Abt             | ABT Schaeffler Audi Sport      | 34     | Energietekort       | 7    |        |
| DNF | 25 | Jean-Éric Vergne       | Techeetah                      | 31     | Energietekort       | 8    |        |
| DNF | 20 | Mitch Evans            | Panasonic Jaguar Racing        | 24     |                     | 15   |        |
| DNF | 37 | José María López       | DS Virgin Racing               | 15     | Ongeluk             | 3    |        |
| DNF | 33 | Ma Qing Hua            | Techeetah                      | 1      | Schade ongeluk      | 17   |        |

## Standen na de race

### Coureurs
| Positie | Rijder                 | Team                           | Punten |
| ------- | ---------------------- | ------------------------------ | ------ |
| 1       | Sébastien Buemi        | Renault e.Dams                 | 25     |
| 2       | Lucas di Grassi        | ABT Schaeffler Audi Sport      | 18     |
| 3       | Nick Heidfeld          | Mahindra Racing Formula E Team | 15     |
| 4       | Nicolas Prost          | Renault e.Dams                 | 12     |
| 5       | António Félix da Costa | MS Amlin Andretti              | 10     |

### Constructeurs
| Positie | Team                           | Punten |
| ------- | ------------------------------ | ------ |
| 1       | Renault e.Dams                 | 37     |
| 2       | ABT Schaeffler Audi Sport      | 18     |
| 3       | MS Amlin Andretti              | 18     |
| 4       | Mahindra Racing Formula E Team | 16     |
| 5       | NextEV NIO                     | 7      |